# 세종 리더스포레
세종 리더스포레(영어: SEJONG LEADER'S FORET)는 대한민국 세종특별자치시 나성동에 완공된 아파트 단지이다.